# Brendan Dooling
Brendan Dooling (Bellport, 27 gennaio 1990) è un attore statunitense famoso per aver interpretato il ruolo di Walt Reynolds  nella serie The Carrie Diaries.

## Biografia

### Giovinezza
Brendan Dooling è nato a Bellport, New York, dove ha preso lezioni di recitazione presso la Gateway Acting School.

### Recitazione
Diplomatosi nel 2009, Brendan ha subito iniziato a fare audizioni per spettacoli teatrali a Broadway. Ha recitato in opere teatrali come The Full Monty, Holiday Spectacular, The King and I e Jesus Christ Superstar.
Nel 2011 ha lavorato come doppiatore nel film televisivo An Elf's Story: The Elf on the Shelf. Nel 2012 ha esordito come attore televisivo in un episodio della serie Unforgettable. L'anno seguente ha partecipato ad un provino per il ruolo di Sebastian Kydd nella serie The Carrie Diaries. Non ottenne la parte che venne affidata ad Austin Butler, ma venne invece scelto per il ruolo di Walt Reynolds. In seguito ha recitato nei film Passione innocente, Il potere dei soldi, Demolition - Amare e vivere e nelle serie Chicago P.D. e Bull.

### Vita privata
Risiede a Brooklyn, New York City, e pratica Ultimate Frisbee.

## Filmografia

### Attore
- Unforgettable (Unforgettable), nell'episodio "La confraternita" (2012)
- Somewhere Road (2012) Cortometraggio
- Passione innocente (Breathe In) (2013)
- Il potere dei soldi (Paranoia) (2013)
- The Carrie Diaries (The Carrie Diaries) (2013-2014) Serie televisiva
- Charlie, Trevor and a Girl Savannah (2015)
- Demolition - Amare e vivere (Demolition) (2015)
- Harlem Knights (2015) Film TV
- Chicago P.D. (Chicago P.D.), nell'episodio "Zona di guerra" (2016)
- Bull (Bull), negli episodi "Vestito per uccidere" (2017) e "Ipnosi" (2017)
- No Alternative (2018)

### Doppiatore
- An Elf's Story: The Elf on the Shelf (2011) Film TV
- Chuggington (Chuggington) (2011-2015) Serie televisiva